# Gruppo Calcio Alfa Romeo 1939-1940
Questa voce raccoglie le informazioni riguardanti il Gruppo Calcio Alfa Romeo nelle competizioni ufficiali della stagione 1939-1940.

## Rosa
| N. |                   | Ruolo | Calciatore          |
| -- | ----------------- | ----- | ------------------- |
|    | Italia (bandiera) | C     | Giuseppe Andrei     |
|    | Italia (bandiera) | C     | Nello Bechelli      |
|    | Italia (bandiera) | P     | Rinaldo Biraghi     |
|    | Italia (bandiera) | A     | Gennaro Bonsanto    |
|    | Italia (bandiera) | D     | Romildo Casarico    |
|    | Italia (bandiera) | P     | Gaetano Cesana      |
|    | Italia (bandiera) | A     | Luigi Fava          |
|    | Italia (bandiera) | C     | Pasquale Galimberti |
|    | Italia (bandiera) | A     | Fortunato Galli     |
|    | Italia (bandiera) | A     | P. Gobbato          |
|    | Italia (bandiera) | C     | Ercole Landoni      |
|    | Italia (bandiera) | D     | Pietro Maestroni    |

| N. |                   | Ruolo | Calciatore        |
| -- | ----------------- | ----- | ----------------- |
|    | Italia (bandiera) | D     | Franco Mari       |
|    | Italia (bandiera) | C     | Silvio Misani     |
|    | Italia (bandiera) | D     | Antonio Nogara    |
|    | Italia (bandiera) | C     | Giuseppe Premoli  |
|    | Italia (bandiera) | A     | Luigi Riboni      |
|    | Italia (bandiera) | C     | Bruno Ricci       |
|    | Italia (bandiera) | A     | Battista Sacchi   |
|    | Italia (bandiera) | C     | Antonio Severi    |
|    | Italia (bandiera) | P     | Bonifacio Smerzi  |
|    | Italia (bandiera) | D     | Gastone Staffiero |
|    | Italia (bandiera) | A     | Giuseppe Ugolini  |
|    | Italia (bandiera) | C     | Fernando Valetti  |